# Eric Reed Jr.
Eric Reed Jr. (Baton Rouge, 3 februari 2000) is een Amerikaans basketballer.

## Carrière
Reed speelde collegebasketbal voor Howard College Hawks van 2018 tot 2020. Daarna twee seizoenen voor de Southeast Missouri State Redhawks en een laatste seizoen voor de Mississippi State Bulldogs. Hij werd niet gekozen in de NBA draft van 2023 en tekende zijn eerste profcontract bij het Cypriotische ETHA Engomis en speelde er tot in februari 2024. In maart 2024 maakte hij de overstap naar de Griekse Aris BC waar hij de rest van het seizoen speelde. In de zomer van 2024 tekende hij in de Belgische competitie bij Kortrijk Spurs.
Voor het seizoen 2025/26 tekende hij bij het Duitse Hamburg Towers.

## Erelijst
- BNXT League Dream Team: 2025